# Renzo Fierens
Renzo Fierens is een personage uit de Vlaamse soap Thuis. Renzo, die gespeeld werd door Frank Van Erum, maakte van 2004 tot 2006 deel uit van de serie. Op het einde van de aflevering op 30 oktober 2014 kwam Renzo terug in beeld.
Tijdens aflevering 4415 op 27 april 2018, vertrekt hij samen met zijn vriendin Charité en de kinderen naar Frankrijk. Ze verdwijnen hiermee ook samen uit de serie.

## Fictieve biografie
Renzo is de zoon van Nancy en haar ex-man Victor Fierens. Hij is de halfbroer van Femke (alhoewel lange tijd gedacht werd dat ze broer en zus waren en Renzo wellicht niet weet dat Mike de eigenlijke vader van Femke is) en Britney. 
Renzo was een drugsdealer die regelmatig in de cel zat voor zijn drugshandel. Hij raakte verliefd op Sofie Bastiaens. Via hem werd Sofie verslaafd aan  drugs. Toen Renzo de gevangenis invloog, werd Sofie door Tony (een criminele connectie van Renzo) verplicht om Renzo's schulden af te betalen door in de prostitutie te gaan. Wanneer Renzo vrijkwam beloofde hij om Sofie te verlossen van Tony, maar wanneer de grond te heet werd onder zijn voeten is hij naar het buitenland gevlucht. Hij heeft Sofie later nog brieven geschreven om te zeggen dat hij het steeds met haar gemeend heeft en haar nog altijd graag ziet, maar dat hij weg is gegaan omdat hij geen goede invloed had op Sofie.
Acht jaar later keerde Renzo terug uit Lanzarote. Hij was ondertussen vader geworden van een zoon Dylan en gescheiden van Wendy. Hij kwam terug naar België omdat Wendy met Dylan ook naar België kwamen. Hij leerde hier Peggy Verbeeck kennen, ze begonnen al snel een relatie en ze huurden samen een huis. Toen Wendy meer over Peggy te weten wilde komen en ontdekte dat Peggy Lucas ooit ontvoerd heeft, liet ze Renzo kiezen tussen Peggy en Dylan. Uiteindelijk besliste Wendy dat Peggy Dylan wél mocht zien omdat ze zag dat ze heel goed overweg kon met Sandrine, de dochter van Peggy die ze heeft afgestaan aan Ann De Decker.
Na het behalen van zijn taxibrevet ging Renzo aan de slag bij Taxi Leo. Na een zoveelste aanvaring tussen Peggy en Renzo enerzijds en Femke en Peter anderzijds, besloot Renzo om zijn ontslag te geven bij de taxi's. Peggy biechtte uiteindelijk op dat ze samen met Lucas zelfmoord wilde plegen in de stadsvijver. Door deze bekentenis hoopte ze dat de anderen haar eindelijk kunnen vergeven, maar het draaide net andersom uit. Daarbij kwam dat niet veel later Peggy onterecht verdacht werd van sabotage van de camionette van LEV, wat leidde tot de dood van Lucas. Door deze gebeurtenissen groeiden Renzo en Peggy uit elkaar, waardoor hij uiteindelijk de relatie stoptzette.
Renzo ging aan de slag in café Frens waar al snel bleek dat hij nog steeds een partybeest was en goede ideeën had om volk te lokken. Hij startte een relatie met Charité Doumbia, de telefonisch assistente van dokters Ann De Decker en Judith Van Santen. Later verhuisde hij samen met zijn zoon Dylan en Charité en zijn ex-vrouw Wendy Stuyven naar Zuid-Frankrijk.